# Daniel Stingo
Daniel Rodrigo Stingo Camus (Valparaiso, 3 de noviembre de 1965) es un abogado, conductor radiofónico, presentador de televisión y político chileno de tendencia progresista. En 2021 fue elegido miembro de la Convención Constitucional en representación del distrito n° 8, siendo la primera mayoría a nivel nacional con más de 111 482 votos (lo que representó el 24,65% de la votación distrital).

## Estudios y carrera profesional
Nacido en Valparaiso, descendiente de inmigrantes italianos. Estudió en el colegio San Juan Evangelista, ubicado en la comuna de Las Condes.
Realizó estudios superiores en la Facultad de Derecho de la Pontificia Universidad Católica de Chile (PUC), titulándose como abogado el 3 de abril de 1995.
Ejerció su profesión en los estudios jurídicos Aldunate y Cia., Del Río y Cia., Santander y Cia. y Stingo, Correa y Asociados. También fue asesor de la Dirección de Vialidad y de la Dirección de Aeropuertos del Ministerio de Obras Públicas (MOP).

## Carrera mediática

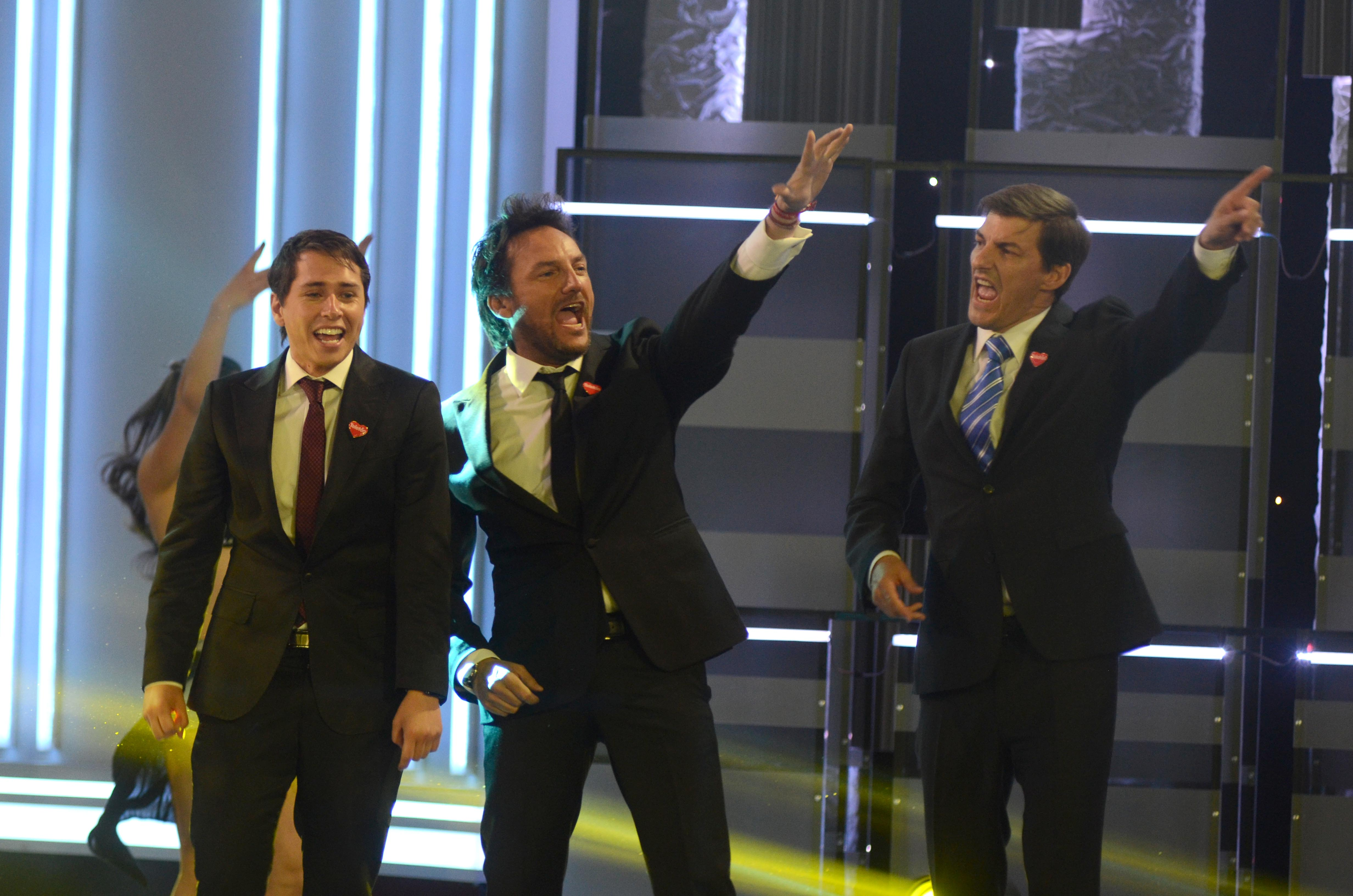
Stingo (a la derecha) junto a Karol Lucero y Daniel Fuenzalida en la Teletón 2014.

Su primera aparición en televisión fue en 1996, para el lanzamiento de una nueva marca de mayonesa llamada Click.
En 2005 tuvo su debut en televisión como panelista del matinal Buenos días a todos. Dos años más tarde, en el 2007, ocupó el rol como juez del programa de televisión Tribunal oral, emitido por Canal 13. En 2010 regresó a su rol como panelista, esta vez en el matinal Viva la mañana de la misma estación. Entre 2014 y 2018 fue panelista en el matinal Mucho gusto de Mega. Tras ser despedido del canal, Stingo interpuso una demanda laboral en contra de Mega, la que fue acogida por la Corte de Apelaciones de Santiago. Sin embargo, la decisión fue revocada por la Corte Suprema en enero de 2022.
En 2018 se integró a Muy buenos días (posteriormente renombrado Buenos días a todos) de TVN, donde adquirió gran notoriedad por sus opiniones sobre el estallido social iniciado en octubre de 2019. Fue desvinculado de TVN en noviembre de 2019, luego de una reestructuración del programa. Ese mismo mes inició, junto con Alejandra Valle y Mauricio Jürgensen, el programa El matinal de los que sobran, inicialmente emitido como videocast por el diario El Desconcierto y luego renombrado como La voz de los que sobran, y que desde 2020 es emitido simultáneamente por Radio Usach y Santiago TV.

## Carrera política
En sus años de universidad militó en la Democracia Cristiana y fue consejero de la Federación de Estudiantes de la Universidad Católica de Chile (FEUC). Fue compañero de Patricio Zapata Larraín (DC) y Rodrigo Álvarez Zenteno (UDI).
Presentó su candidatura como militante de Revolución Democrática (RD) para las elecciones de convencionales constituyentes de 2021 en representación del distrito 8 (que comprende las comunas de Estación Central, Lampa, Cerrillos, Colina, Pudahuel, Maipú, Til Til y Quilicura). En la elección resultó electo con la primera mayoría nacional, logrando 111 482 votos, correspondiente al 24,65 % del distrito.

## Controversias
El 23 de mayo de 2021 asistió al programa Estado Nacional junto con otros convencionales constituyentes recién electo, declarando "los grandes acuerdos sí, pero los grandes acuerdos los vamos a hacer nosotros, que quede claro", dando a entender que la última palabra sobre todas las decisiones de la Convención Constituyente la tendrían los convencionales de izquierda. Esta declaración junto con otras igualmente desafortunadas, fueron calificadas como prepotencia y arrogancia por parte de la convencional Constanza Hube.
En marzo de 2022 la Convención Constituyente rechazó la propuesta ciudadana "Con mi plata no", la que proponía asegurar la propiedad de los fondos de pensiones de cada ciudadano, que además se trataba de la propuesta más votada. Al respecto, Stingo declaró que en el futuro sistema de pensiones los ciudadanos no serían dueños de sus ahorros y que estos no serían heredables. Lo anterior aumentó el rechazo a la propuesta de la Convención y la desconfianza en ella.

## Historial electoral

### Elecciones de convencionales constituyentes de 2021
- Elecciones de convencionales constituyentes de 2021, para convencional constituyente por el Distrito 8 (Maipú, Pudahuel, Cerrillos, Estación Central, Quilicura, Colina, Lampa y Tiltil)[18]

| Candidato                        | Pacto                                 | Partido | Votos   | %    | Resultados                 |
| -------------------------------- | ------------------------------------- | ------- | ------- | ---- | -------------------------- |
| Daniel Stingo Camus              | Apruebo Dignidad                      | ILYQ    | 111 482 | 24.7 | Convencional Constituyente |
| Bernardo De La Maza Bañados      | Vamos por Chile                       | ILXP    | 28 294  | 6.3  | Convencional Constituyente |
| Marco Antonio Arellano Ortega    | La Lista del Pueblo                   | ILZN    | 20 345  | 4.5  | Convencional Constituyente |
| María Magdalena Rivera Iribarren | La Lista del Pueblo                   | ILZN    | 18 671  | 4.1  | Convencional Constituyente |
| Karen Orellana Sullivan          | La Lista del Pueblo                   | ILZN    | 13 090  | 2.8  |                            |
| Mario Aguilar Arévalo            | Independientes y Movimientos Sociales | ILYU    | 12 108  | 2.7  |                            |
| Francisco Reyes Morandé          | Lista del Apruebo                     | ILYB    | 11 653  | 2.6  |                            |
| Claudia Figueroa Sepúlveda       | La Lista del Pueblo                   | ILZN    | 11 513  | 2.5  |                            |
| Valentina Miranda Arce           | Apruebo Dignidad                      | PCCh    | 10 922  | 2.4  | Convencional Constituyente |
| Bessy Gallardo Prado             | Lista del Apruebo                     | ILYB    | 9596    | 2.1  | Convencional Constituyente |
| Tatiana Urrutia Herrera          | Apruebo Dignidad                      | RD      | 4448    | 1.0  | Convencional Constituyente |
| Andrés Giordano Salazar          | Apruebo Dignidad                      | ILYQ    | 3314    | 0.7  |                            |